# Língua pochuri
Pochuri, ou Pochuri Naga, é uma língua Angami–Pochuri falada em Nagaland, Índia.
Conforme Ethnologue, Pochuri é falada em  27 vilas da subdivisão Meluri subdivision, distrito Phek, sudeste de Nagaland, havendo alguns falantes no distrito Ukhrul, Manipur
O Maluri (Meluri), por muitos considerado como um dialeto do Pochuri, pode ser uma língua separada.

## Amostra de texto
Pai nosso
Hiri Pa rügi vü küpehwa; no kümtse nyowa tü küsiakeluo; Noh kükajiwa küru luo; azhih ha nga vi thajüwu vü kümüjie noh müshe saluo, Nosü nüh nosü avo hiri tsüluo, Nyuri nüh hiri vü müküle küsa hiri nüh noküja kümüjie, hiri nüh müküle saküsari nojatsüluo, Hiri vi kümüramüzhi lovü müthse tümü luo; thitü kümüsüwa vünüh hiri külole luo. Küpakenühnyunü kajipewa thi kükhra thi kütholawa tü küsuokürho noh zhi wiethuoh. 